# Taux de salaire
Cet article court présente un sujet plus développé dans : Salaire.
Le taux de salaire est un terme, principalement québécois, qui désigne le salaire unitaire horaire ou par unité de production qui est versé par un employeur à un salarié.